# Јокановић
Јокановић је српско презиме, патроним изведен од имена Јокан. Значајне особе са овим презименом су:
- Предраг Јокановић (1968), фудбалер
- Рајко Јокановић (1971), одбојкаш
- Славиша Јокановић (1968), фудбалер и тренер Шефилд Јунајтеда.